# Simón Tapia Colman
Simón Tapia Colman   (Aguarón, 24 de març de 1906 - Ciutat de Mèxic, 13 de febrer de 1993) va ser un compositor i violinista aragonès.

## Biografia
Fill d'un clarinetista. Va estudiar a Saragossa, després al Reial Conservatori de Madrid amb Conrado del Campo, i posteriorment va estudiar composició a París sota la direcció de Vincent d'Indy. Als 11 anys va debutar com a solista amb obres de Paganini i Sarasate. Va tocar a l'orquestra del Teatro Apolo de Madrid i va dirigir un quartet de corda. A la dècada de 1930 va ser membre de la Confederació Nacional del Treball i de la Federació Anarquista Ibèrica després de la derrota dels republicans a la guerra civil, va fugir a França i va ser internat en un camp prop d'Agde; El 1939 marxà a Mèxic, on va passar la resta de la seva vida.
A Mèxic va tocar el violí a l'Orquestra Simfònica Nacional, va dirigir diversos grups corals i va ensenyar història de la música al Conservatori Nacional (el 1971-1972 en va ser el director). El 1989 va visitar Saragossa per invitació de la direcció del conservatori de la ciutat, on es va organitzar un concert en el seu honor.
Entre les obres de Tapia Colman destaquen l'òpera Iguazú, el ballet Leyenda gitana (1953), la simfonia, els poemes simfònics Estampas de Iberia (1935), Una noche en Marruecos (1935) i Sísif (1967), i nombroses obres per a violí.
Premi de la Unió de Crítics de Teatre i Música de Mèxic (1960).